# Bairds kraai
Bairds kraai (Corvus brachyrhynchos caurinus) is een zangvogel uit de familie Corvidae (kraaien). Deze vogel is een ondersoort van de Amerikaanse kraai (C. brachyrhynchos) maar werd eerder als een aparte soort beschouwd.

## Verspreiding en leefgebied
Deze soort komt voor in het noordwesten van Noord-Amerika.